# ديفيد ميشينو
ديفيد ميشينو (بالفرنسية: David Michineau)‏ مواليد 6 يونيو 1994 في لزابيم، هو لاعب كرة سلة فرنسي. بدأ مسيرته الاحترافية في سنة 2013. تم اختياره من قبل فريق نيو أورلينز بيليكانز خلال الدرافت. يلعب في الدوري الفرنسي لكرة السلة الدرجة الأولى كلاعب هجوم خلفي. يحمل الرقم 6. يبلغ طوله 6 قدم 4 بوصة (1.9 م). لعب مع إلان شالون في الدوري الفرنسي لكرة السلة الدرجة الأولى.

## روابط خارجية
- ديفيد ميشينو على موقع الدوري الأوروبي لكرة السلة (الإنجليزية)
- ديفيد ميشينو على موقع سبورتس رفرنس (الإنجليزية)
- ديفيد ميشينو على موقع كرة السلة الأوروبية.كوم (الإنجليزية)
- ديفيد ميشينو على موقع ريلجم (الإنجليزية)
- ديفيد ميشينو على موقع بروبوليرز (الإنجليزية)
- ديفيد ميشينو على موقع سبورتس رفرنس (الإنجليزية)